# Chaetosphaeridium
Chaetosphaeridium, rod parožina u porodici Chaetosphaeridiaceae. 
Postoji sedam vrsta, od kojih je kod jedne uočena seksualna reprodukcija, a kod svih ostalih aseksualna. Tipična vrsta je C. pringsheimii. Sve su slatkovodne.

## Vrste
1. Chaetosphaeridium aggregatum M.R.Khan & Islam
2. Chaetosphaeridium gemmatum R.H.Thompson
3. Chaetosphaeridium globosum (Nordstedt) Klebahn
4. Chaetosphaeridium huberi Möbius
5. Chaetosphaeridium minus (Hansgirg) G.S.West
6. Chaetosphaeridium ovalis G.M.Smith
7. Chaetosphaeridium pringsheimii Klebahn, tipična

Sinonimi:
- Nordstedtia Borzì, 1892